# 恐龙特急克塞号
《恐龙战队克塞号》是日本圓谷製作於1978年摄制的特摄电视剧，中国大陆曾於1980年代由山西电视台译製播出中文配音版本（此版本的片头字幕为意大利文），受到广大青少年的欢迎。

## 剧情
人类研制出时间机器，成功地返回白垩纪恐龙时代。外星人格德米斯开始侵略太古时代的地球，克塞号跨越时空展开了地球保卫战。

## 演员表
- 格乌／克塞 （トキ・ゴウ/コセイダー）：大西徹也
- 毛利 （モリ・モリィ）：佐藤蛾次郎
- 特兹 （ヒムガシ・テツ）：三景啓司
- 乌拉拉 （ブツクサ・ウララ）：一条美由希
- 玛丽 （ハルナ・マリ）：川崎隆子
- 班诺队长 （バンノ・チカラ）：草野大悟
- 阿尔塔夏公主 （アルタシャ）：村野奈奈美
- 時空管理局長官：观世荣夫
- 机器人基易 （ビッグラジィ） 配音：矢田稔
- 时代之母超级计算机 （タイムマザー） 配音：木村玲子
- 格德米斯帝王 （ゴドメス帝王） 配音：兼本新吾
- 扎基总监 （総監ザジ） 配音：小島鉄矢
- 日语旁白：村松克己、古川登志夫

## 飞船和战舰
- コセイドン号 （克塞号）

克塞号可以发射莫比乌斯轨道，经由时代战士总部设置的时空隧道而往返于现代和白垩纪恐龙时代之间。
- ファイタス号 （大陆译作“闪电号”，日文原词似乎来自英文“战士”fighters）

闪电号可以发射“人间大炮”（日文中“人间”多指“人类”或“人体”，而不常用来指“人世间”）。
- ハクアス号 （大陆译作“霞光号”，日文原词似与“白垩”的日文读音haku-a有关）

## 职员表
- 策划/原案：内山伊史、高橋靖男、円谷皐
- 制片人：石川博、室田堯、円谷粲
- 导演：外山徹、深沢清澄、中島俊彦、東條昭平、平山公夫
- 剧本：阿部桂一、安藤豊弘、沖守彦、外山徹、山浦弘靖、若槻文三、西沢七瀬、中島敏、長坂秀佳、辻真先、田口成光、吐月峰、平山公夫、平野靖司
- 武打设计：高倉英二、甲斐武
- 特技设计：三五英雄
- 音乐：横山菁児

## 主题歌
- 片头曲《恐龙战队克塞号》（日：『恐竜戦隊コセイドン』）
- 片尾曲《克塞号进行曲》（日：『コセイドンのマーチ』）
  - 作詞：円谷皐/作曲：宫内国郎/演唱：水木一郎

## 花絮
- 该剧曾在意大利译配播出，还有一首意大利文的主题歌，与日文主题歌旋律完全不同。
- 在中国大陆播出的版本片头字幕为意大利文，但歌曲依然是日文原版。
- 中國大陸配音版中经典台词“人间大炮一级准备、二级准备、放！”所对应的日文原文是：ファイタスボンバー，ホップ！ステップ!　ジャンプ!
- 中國大陸配音版中经典台词“克塞前来拜访！”所对应的日文原文是：タイムＧメン　コセイドン参上！

## 各集名称
- 第1集：克塞号出发，来自白垩纪的挑战
- 第2集：格德米斯，地球毁灭计划
- 第3集：克塞号，可怕的亚空间漂流
- 第4集：格德米斯军团的追击
- 第5集：夺回宇宙密帖之战
- 第6集：不死的生命体，格德米斯总监扎基
- 第7集：克塞队，燃烧在心中怒火
- 第8集：阿尔塔西亚，被冷冻光线封闭
- 第9集：超光速粒子，21世纪直击命令
- 第10集：加尔姆斯，巨型战舰vs克塞号
- 第11集：人间大炮，入侵敌舰
- 第12集：西格玛，来自黑暗中的杀人植物
- 第13集：时间战士，科塞队诞生
- 第14集：德斯特兰，超级武装斗士的战斗
- 第15集：恐兽格里阿斯，亚空间的袭击者
- 第16集：克塞队，击毁恐兽战车
- 第17集：吉布拉，恐怖的毒蛇恐兽
- 第18集：偷渡兄弟和食人恐龙
- 第19集：克塞队潜水，水中的决死圈
- 第20集：BC武器，魔之燃烧瓦斯
- 第21集：战斗号，逃离溶岩地狱
- 第22集：燃烧吧刚，再来一次人间大炮
- 第23集：大爆破，恐龙墓地的对决
- 第24集：食肉恐兽巴利瓦，可怕的红花
- 第25集：胶囊恐兽vs克塞队
- 第26集：磁力惊慌，克塞号无法紧急起飞
- 第27集：克塞队激战史，拯救地球
- 第28集：决战，攻击格德米斯皇帝
- 第29集：紧急出动，必须要应对的战斗
- 第30集：时间隧道出现，神秘的偷渡者
- 第31集：战斗吧克塞队，炎之时空战士
- 第32集：飞碟来袭，愤怒的机器人
- 第33集：求救指令，战斗号大暴走
- 第34集：白垩纪探险，讨厌恐龙的少年
- 第35集：异生物达吉隆，亚空间的蓝色恶魔
- 第36集：恐龙大逃离，可怕的寄生植物
- 第37集：时空犯罪组织，黑椰子
- 第38集：战栗，弗兰肯斯坦复活
- 第39集：时空G侠，穿越时空的战斗
- 第40集：穿越时空，恐龙时代的战国武士
- 第41集：人间大炮克塞队，发射
- 第42集：飞吧，人间大炮克塞队
- 第43集：燃烧吧，人间大炮克塞队
- 第44集：人间大炮克塞队，千钧一发
- 第45集：克塞队vs恐龙猎人
- 第46集：克塞队，寻找梦幻的大恐龙
- 第47集：人间大炮克塞队，毁掉死亡陷阱
- 第48集：克塞队，可怕蜥蜴人
- 第49集：人间大炮克队号，大漂流
- 第50集：克塞队，保护恐龙牧场
- 第51集：快点克塞队，拯救灭绝的恐龙
- 第52集：再见了，恐龙时代

## 外部連結
- 豆瓣电影上《恐龙特急克塞号》的資料 （简体中文）